# Културни простор трга Јемаа ел-Фна
Јемаа ел-Фна је трг и пијаца у четврти Медине (стари град) Маракеша. То је главни трг Маракеша, који користе локално становништво и туристи.
УНЕСКО је 2001. године прогласио трг за нематеријалну културну баштину, а 2008. године уврштен је на Унескову листу нематеријалног културног наслеђа човечанства.

## Име
Порекло његовог имена је нејасно: jamaa на арапском значи „конгрегација“ или „џамија“, вероватно се односи на уништену џамију на том месту. Fnaʼ или fanâʼ могу значити „смрт/изумирање“ или „двориште, простор испред зграде“. Finâ на арапском обично значи „отворени простор”; прави превод би био „окупљање/скуп”. Друга значења би могла бити „Скуп смрти” или „Џамија на крају света”. Друго објашњење је да се односи на џамију са карактеристичним двориштем или тргом испред себе. Трећи превод је „скуп мртвих“, који се односи на јавна погубљења на тргу око 1050. године.
Једно специфично објашњење које подржавају савремени историчари долази из историјских извештаја да је моћни садидски султан Ахмад ал-Мансур (владао 1578–1603) започео изградњу монументалне џамије усред трга. Међутим, због пада богатства (вероватно избијања куге) султан је био приморан да напусти пројекат. Џамија је тако остала недовршена и пропала је. Разрушени обриси њених зидова очигледно су још увек били видљиви у 19. веку и отприлике су одговарали садашњем месту „Souk Jdid“ („нови соук“ северно од штандова са храном). На овај начин, "jamaa al-fna'" се односи на место "срушене џамије". Име „Jamaa al-Fna“ први пут се појављује у историјским записима у хроници западноафричког историчара Абдеррахмана ас-Саидија из 17. века. Ас-Са'иди је тврдио да је планирано име ал-Мансурове недовршене џамије било jamaa al-hna, што значи "Џамија спокоја", али да је након напуштања постала позната, иронично, као "Џамија пропасти"  или jamaa al-fana (реч fana у овом случају значи стање гашења или потпуног уништења).

## Историја

### Рана историја: Алморавидски и Алмохадски периоди
Маракеш је основала династија Алморавид 1070. године од стране Абу Бакр ибн Умара, а затим су га развили његови наследници. У почетку су два главна споменика и главне тачке града била тврђава позната као Ksar el-Hajjar („тврђава од камена“) и прва градска џамија за службе петком (место будуће џамије Бен Јусеф). Ксар ел Хаџар се налазила директно северно од данашње џамије Кутубија. Главне улице базара града су се тако развиле дуж путева који повезују ова два важна локалитета и данас одговарају главној осовини сукова. На једном крају ове осе, поред Ксар ел Хаџара, постојао је велики отворени простор за привремене и недељне пијаце. Овај простор је у почетку био познат као Рахбат ал-Ксар („место тврђаве“). Други историјски записи га помињу као ас-Саха ал-Кубра („велики трг“), или једноставно као ас-Саха или ар-Рахба.
Алморавидски емир Али ибн Јусуф, такође познат као Али Бен Јусеф,  (владао 1106–1143) убрзо је потом изградио палату директно јужно од Ксар ел-Хаџара и поред њега, на месту касније џамије Кутубија. Један део ове палате била је монументална камена капија на њеној источној страни која је била окренута ка Рахбат ал-Ксару. Капија је вероватно играла симболичну улогу: била је улаз у палату за оне који су тражили аудијенцију код суверена, а могуће је да би сам владар седео, устоличен, испред капије и јавно делио правду на недељној бази (традиција која је постојала међу осталим мароканским и андалузијским владајућим династијама). Важност великог јавног трга испред краљевске палате довела је до тога да он постане место јавних погубљења, војних парада, фестивала и других јавних догађаја дуго времена.
После разорне борбе, Маракеш је 1147. пао у руке Алмохада, који су предузели многе грађевинске пројекте широм града. Ово је укључивало изградњу оближње џамије Кутубија, започету 1147. године, која је требало да замени џамију Бен Јусефа коју су саградили Алморавиди као главну градску џамију. Значајно је да је Јакуб ал-Мансур после 1184. године подигао нови краљевски касбах (цитаделу) јужније. Како су се владари Алмохада преселили у нови  касбах (казбу), стара Алморавидска палата и тврђава су престали да се користе и на крају су срушени (делимично да би се направио простор за нову џамију Кутубија). Након тога, са богатством града, Јемаа ел-Фна је доживео периоде смањења коришћења, а такође и обнове.

### Каснија историја: саадски период до модерног доба
Упркос задирању нових конструкција на ивицу трга током времена, он никада није нестао због своје улоге отворене пијаце и места јавних дешавања. Један покушај да се попуни велики део трга наводно је направио саадски султан Ахмад ал-Мансур који је покушао да изгради монументалну џамију на тргу. Џамија би вероватно следила исти модел као џамије Баб Доуккала и Моуасине, јер би била намерно изграђена усред главних саобраћајница у граду, и била би праћена бројним пратећим грађанским и верским зградама. Међутим, џамија никада није завршена, вероватно због катастрофа попут епидемије куге током ал-Мансурове владавине. Градња је делимично напуштена, а изграђено је пропало и преузели су је тезге на пијаци и други станари. (То је вероватно и место модерног комплекса продавница, Сук Јдид, северно од данашњих тезги са храном, чији обрис има исту орјентацију према компасу као и џамије из ал-Мансуровог времена.) Ова руинирана џамија је можда дала садашње име тргу, Јемаа ел-Фна („Џамија рушевина“).
Дана 24. јануара 1864. на подручју трга догодила се огромна експлозија, наводно изазвана криминалним немаром одређених званичника који су покушавали да избегну владину инспекцију. Пожар у каравансарају (комерцијалном магацину) запалио је 500 квинтала барута који је тамо био опасно складиштен. Експлозија је оштетила куће и продавнице у широком радијусу и резултирала са око 300 мртвих. ‍:535
Трг је наставио да служи као место сусрета у срцу града упркос томе што није имао формалну архитектонску линију. Поред своје старе улоге места јавних погубљења, то је било и место традиционалне пијаце петком, позорница за извођење јахачких вештина и место јавне забаве увече (као и данас). Године 1922. влада (у то време под француском управом) донела је прве законе за заштиту и очување културног простора и наслеђа трга. УНЕСКО је 2001. године прогласио трг за нематеријалну културну баштину, а 2008. године уврштен је на Унескову листу нематеријалног културног наслеђа човечанства.

## Трг
Током дана трг је претежно заузет тезгама са соком од поморанџе, продавцима воде са традиционалним кожним кесама за воду и месинганим чашама, младима са окованим берберским мајмунима и кротитељима змија упркос заштићеном статусу ових врста према мароканским законима.
Како дан одмиче, понуђена забава се мења: укротитељи змија одлазе, а касно у току дана трг постаје све пунији, са Шиљх дечацима који плешу (било би против обичаја да девојке пружају такву забаву), приповедачима који причају своје приче на берберском или арапском,  локалном становништву, мађионичарима и трговцима традиционалним лековима. Како пада мрак, трг се испуњава десетинама тезги са храном док број људи на тргу расте.
Трг је са једне стране оивичен Маракешким суком, традиционалном северноафричком пијацом која служи како за опште дневне потребе локалног становништва, тако и за туристичку трговину. На другим странама су хотели и баште и терасе кафеа, а уске уличице воде у уличице кварта медине.
Трг испуњава важну функцију за приповедаче и помаже у одржавању амазишке/берберске културе живом, а ти културни изрази су привукли пажњу широм света. Немачки режисер Томас Ладенбургер снимио је 90-минутни документарац о приповедачима, а његов значај за туризам добио је и академску пажњу.

## Унесково ремек дело усменог и нематеријалног наслеђа човечанства
Идеја УНЕСКО-вог пројекта Ремек-дела усмене и нематеријалне баштине човечанства потекла је од људи забринутих за Јемаа ел-Фна. Место је познато по активној концентрацији традиционалних активности приповедача, музичара и извођача, али је било угрожено притисцима економског развоја. У борби за заштиту традиције, становници су позвали на акцију на међународном нивоу како би се препознала потреба за заштитом таквих места — названих „културни простори“ — и других популарних и традиционалних облика културног изражавања.
УНЕСКО подстиче заједнице да идентификују, документују, штите, промовишу и ревитализују такво наслеђе. Ознака УНЕСКО-а има за циљ да подигне свест о значају усменог и нематеријалног наслеђа као суштинске компоненте културне разноликости.

## Бомбардовање 2011. године
Нешто пре поднева 28. априла 2011. у експлозији која је настала у кафићу на тргу погинуло је 17 људи, а повређено је  25. Први извештаји окривљавали су случајну експлозију гаса, али су званичници касније окривили "криминалце" и "терористе".

## Земљотрес 2023. године
Земљотрес јачине 6,8 степени Рихтерове скале који је погодио Мароко увече у петак, 8. септембра 2023. године, тешко је оштетио џамију Карбуч и срушио њен минарет, који је гледао на трг. У данима након земљотреса, локални становници почели су да спавају напољу на тргу како би избегли потенцијални утицај накнадних потреса који би проузроковали урушавање више зграда.